# Takuya Hashiguchi
Takuya Hashiguchi (橋口 拓哉 Hashiguchi Takuya?, nacido el 27 de septiembre de 1994 en Miyazaki) es un futbolista japonés que se desempeña como defensa en el FC Gifu de la J3 League.

## Trayectoria

### Clubes
| Club                         | País  | Año    |
| ---------------------------- | ----- | ------ |
| Kashiwa Reysol               | Japón | 2017 - |
| FC Machida Zelvia (cedido)   | Japón | 2018   |
| Tegevajaro Miyazaki (cedido) | Japón | 2019   |
| FC Gifu (cedido)             | Japón | 2020 - |

## Estadística de carrera

### J. League
| Club              | Año   | J. League | J. League | Copa J. League | Copa J. League | Total | Total |
| Club              | Año   | Part.     | Goles     | Part.          | Goles          | Part. | Goles |
| ----------------- | ----- | --------- | --------- | -------------- | -------------- | ----- | ----- |
| Kashiwa Reysol    | 2017  | 0         | 0         | 1              | 0              | 1     | 0     |
| FC Machida Zelvia | 2018  | 1         | 0         | -              | -              | 1     | 0     |
| Total             | Total | 1         | 0         | 1              | 0              | 1     | 0     |